# INDEX
『INDEX』（インデックス）は、TRIXが2004年に発表したアルバムである。
元CASIOPEAのドラマー熊谷徳明、元T-SQUAREのベーシスト須藤満のリズム隊を中心に結成されたTRIXのデビューアルバム。ハイパーテクニカルコミックフュージョンサービス団体を自称するだけあり、楽曲にコミカルな要素がある。特に1曲目の「サムライ」はこのバンドの一つのコンセプト的な曲であるといえる。

## 収録曲
1. サムライ - 熊谷徳明作曲
2. Dynasea - 窪田宏作曲
3. Recollection - 熊谷徳明作曲
4. Miller Light - 須藤満作曲
5. Solitude - 熊谷徳明作曲
6. An Index - 熊谷徳明作曲
7. Ramdash - 窪田宏作曲
8. Close your eyes - 熊谷徳明作曲
9. Good Luck!! - 熊谷徳明作曲